# Iglesia de San Antonio de Padua (Castellammare del Golfo)
La iglesia de Sant'Antonio di Padova comúnmente llamada iglesia de Sant'Antonino, para distinguirla de la iglesia de Sant'Antonio Abate, es una iglesia católica ubicada en el centro Corso Giuseppe Garibaldi en Castellammare del Golfo, en la provincia de Trapani.

## Historia
La primera información relativa a una iglesia dedicada a San Antonio de Padua en Castellammare del Golfo se encuentra en un registro de difuntos en la Iglesia Matriz. Un certificado de defunción del 5 de noviembre de 1647 dice:

[...] Marco Antonio Francioni calabrese della terra si S. Eufemia Gulfi dell'età di anni cinquanta in casa nella comunione della Santa Madre Chiesa rese l'anima a Dio, il suo corpo fu sepolto nella Chiesa di Sant'Antonio di Padova confessatosi con Padre Maurizio Calafato crocifero il giorno 5 dello stesso mese

Otros datos sobre la iglesia están presentes en la visita de Monseñor Bartolomeo Castelli en 1702, donde se describe el edificio como una pequeña iglesia extramuros de la ciudad y con un único altar dedicado a María Santísima Inmaculada.

[...]con un solo altare esistente nei confini di questa terra

Foto histórica de la Iglesia de Sant'Antonio di Padova y Corso Garibaldi

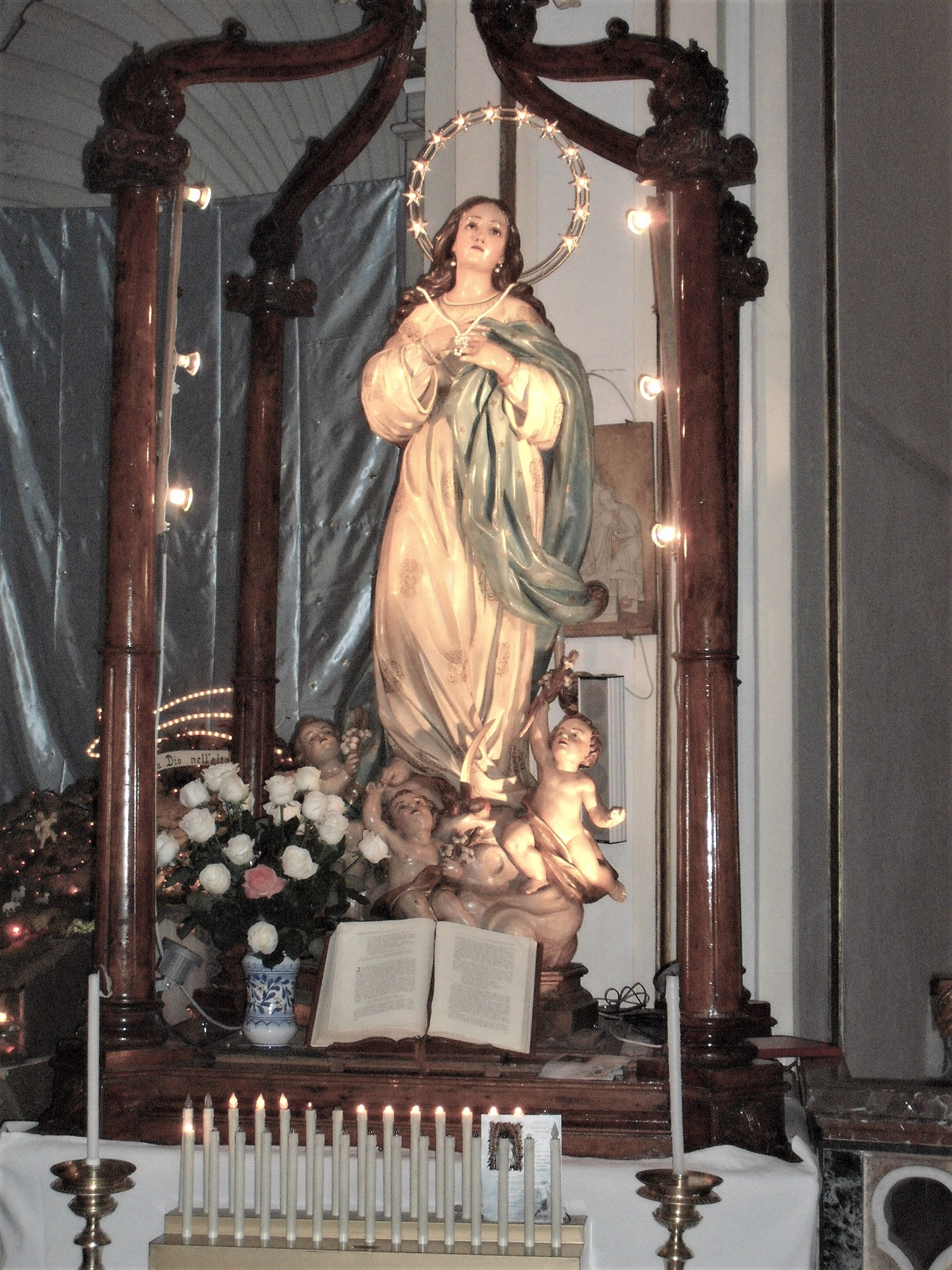
Foto antigua de la lanzadera de la Inmaculada Concepción llevada en procesión

Con la construcción de esta iglesia, el culto a la Inmaculada Concepción comenzó a arraigarse a lo largo de los siglos y en 1774 ya existían 3 altares: el principal dedicado a María Santísima Inmaculada y los otros dos laterales a Sant'Antonio di Padova. (izquierda) y San Francisco de Paola (derecha). Esta iglesia original fue ampliada a tres naves en 1854, tal como lo es hoy, gracias al compromiso y determinación de su rector, el sacerdote Antonino Romano. Las obras de ampliación implicaron la ocupación de la parte de via Sant'Antonino que conducía a Corso Garibaldi. Por este motivo, hoy la vía Sant'Antonino se estrecha hacia la vía Alonzo.

### La erección de una parroquia
El 20 de julio de 1864, el consejo municipal de Castellammare del Golfo, con su resolución del 13 de julio, pidió al consejo especialmente reunido que celebrara una sesión extraordinaria para el establecimiento de una segunda parroquia en la iglesia de la Inmaculada, que se llamaría parroquia de Sant 'Antonio de Padua. El territorio estaba separado del de la Iglesia Matriz, que en ese momento estaba vacante, porque el arcipreste Girolamo Galante había fallecido el 1 de junio. Con un decreto de 1864 esta iglesia fue elevada a parroquia y el obispo de Mazara del Vallo, Carmelo Valenti, firmó su decreto específico el 17 de septiembre de 1865. Una capilla lateral cerca del altar de Sant'Antonio estaba dedicada al primer párroco de esta iglesia, Don Antonino Romano.

### Movimientos eclesiales
En esta iglesia, desde los años del párroco Antonino Romano, así como en los años siguientes, trabajó intensamente la Tercera Orden Franciscana, presencia muy significativa para la iglesia y para la ciudad. Uno de sus partidarios más fructíferos fue Francesco Crociata (1837-1902).
Además de la Tercera Orden Franciscana, en esta parroquia funcionaron la Milicia de la Inmaculada, la Acción Católica, la Pía Unión de las Hijas de María y más recientemente el grupo de oración del Padre Pío. La iglesia de Sant'Antonio di Padova, desde su construcción, ha sido un punto de referencia para gran parte de la ciudad, gracias también a los sacerdotes capellanes, que se dedicaron a ella con gran esmero.
Después de la Primera Guerra Mundial, un grupo de jóvenes, entre ellos Bernardo Mattarella, crearon en agosto de 1919 un club juvenil de Acción Católica que lleva el nombre de San Pablo Apóstol. Esta iniciativa, en los años siguientes, fue sin duda una de las actividades más importantes de la parroquia y en 1921 el obispo Nicola Maria Audino concedió a los jóvenes del club una Santa Misa, dedicada a ellos, todos los domingos y festivos en la iglesia. del Purgatorio.
El mes de diciembre de 1965 estuvo íntegramente dedicado a las celebraciones del centenario de la parroquia que concluyó el 30 de diciembre con una celebración pontificia celebrada por el obispo Francesco Ricceri, con la presencia de todas las autoridades locales y provinciales en medio de una gran multitud.
La iglesia de Sant'Antonio di Padova sigue siendo la más central de Castellammare, pero desde 2003 fue confiada primero al párroco de la iglesia de San Giuseppe y posteriormente al arcipreste de la Iglesia Matriz. Tras la visita pastoral, el obispo de Trapani remodeló la estructura pastoral de la ciudad de Castellammare del Golfo para lo cual, a partir del 1 de septiembre de 2020, la iglesia volvió a unificarse con la iglesia parroquial de San Giuseppe.

## Descripción y obras
La iglesia de Sant'Antonio di Padova está ubicada en el céntrico Corso Garibaldi, orientada al este y ubicada entre via Quintino Sella y via della Libertà. Tiene una longitud de 31,70 metros y una anchura, incluidas las naves laterales, de 17,60 metros.

### Externo

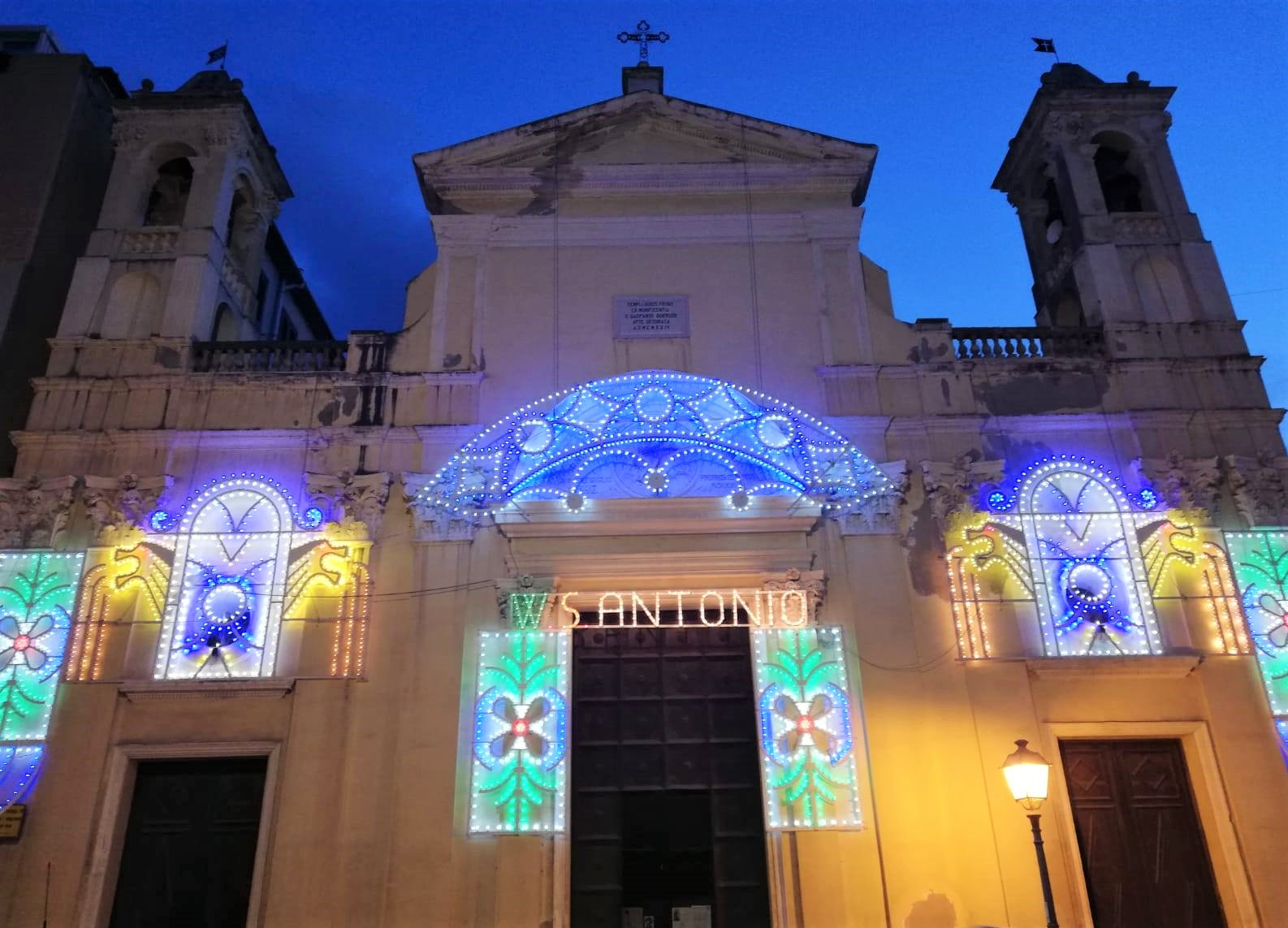
La iglesia durante el siglo XIII en honor a Sant'Antonio

La fachada de típico estilo neoclásico y barroco, hace referencia a la fachada de la Iglesia Matriz, tiene tres puertas, una central y otras dos laterales, que corresponden a las tres naves que componen la iglesia. La puerta principal, dividida en casetones cuadrados, está enmarcada por una bella portada formada por dos pilastras con capiteles corintios que sostienen un artístico arco de medio punto que en su interior reproduce a San Antonio de Padua sosteniendo al Niño Jesús en brazos. Delante de la reproducción se ha colocado una luz y para coronar el arco hay un grabado en latín DIVO ANTONIO PATAVINO. Las puertas laterales, más pequeñas y sencillas, están rematadas por una ventana circular a cada lado. Toda la fachada se puede dividir en tres bandas verticales: la banda central formada por la puerta principal y el frontón, mientras que las otras dos laterales están formadas por las respectivas puertas laterales y los dos campanarios. Las tres bandas están divididas respectivamente por pares de pilastras con capiteles corintios que se extienden a lo largo de la mitad de la fachada. Entre los campanarios y el cuerpo central, sin embargo, hay balaustradas de piedra que conectan las tres bandas. El cuerpo central está rematado por un frontón clásico que a su vez está rematado por una cruz de hierro.

### Interior

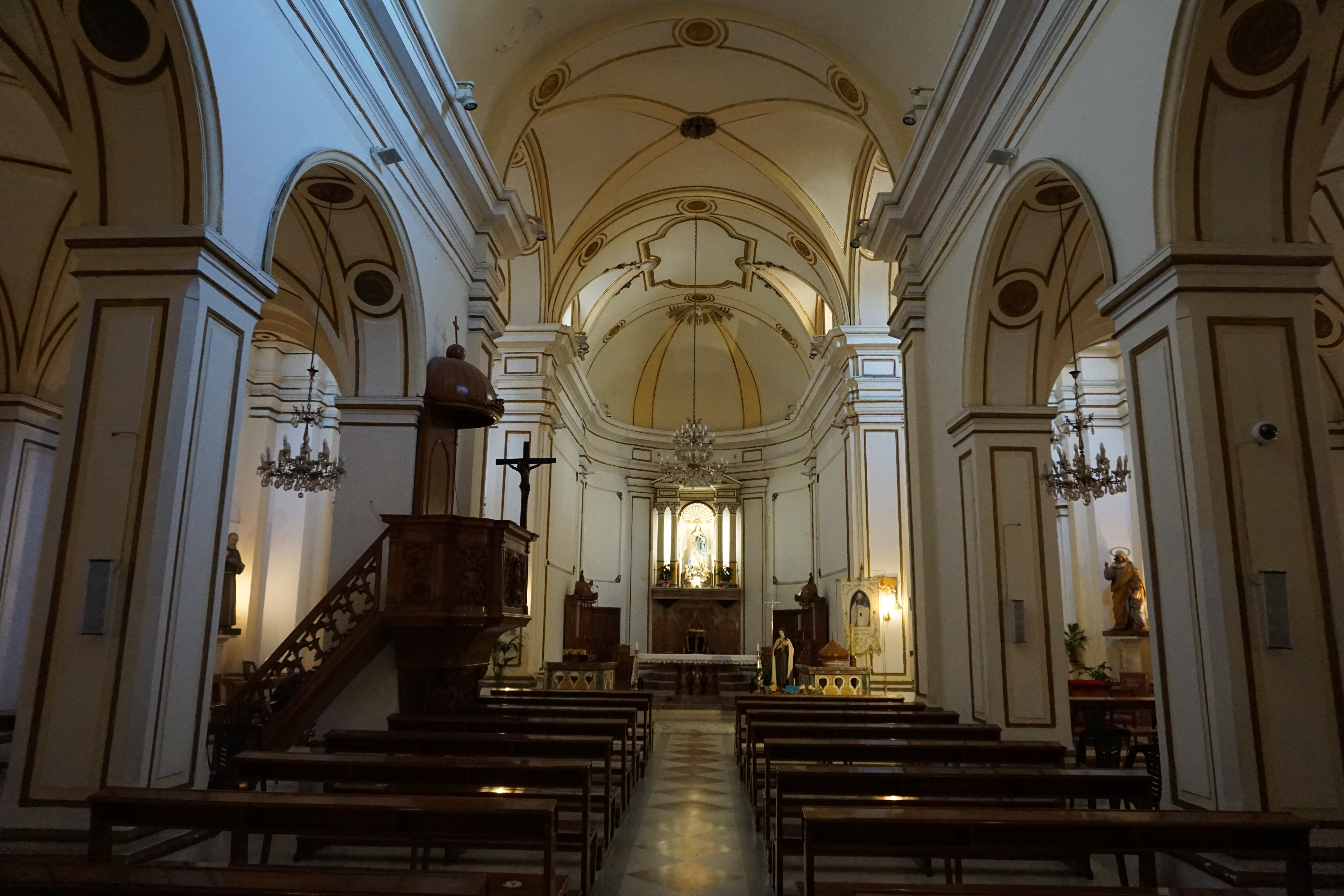
Nave central y bóveda

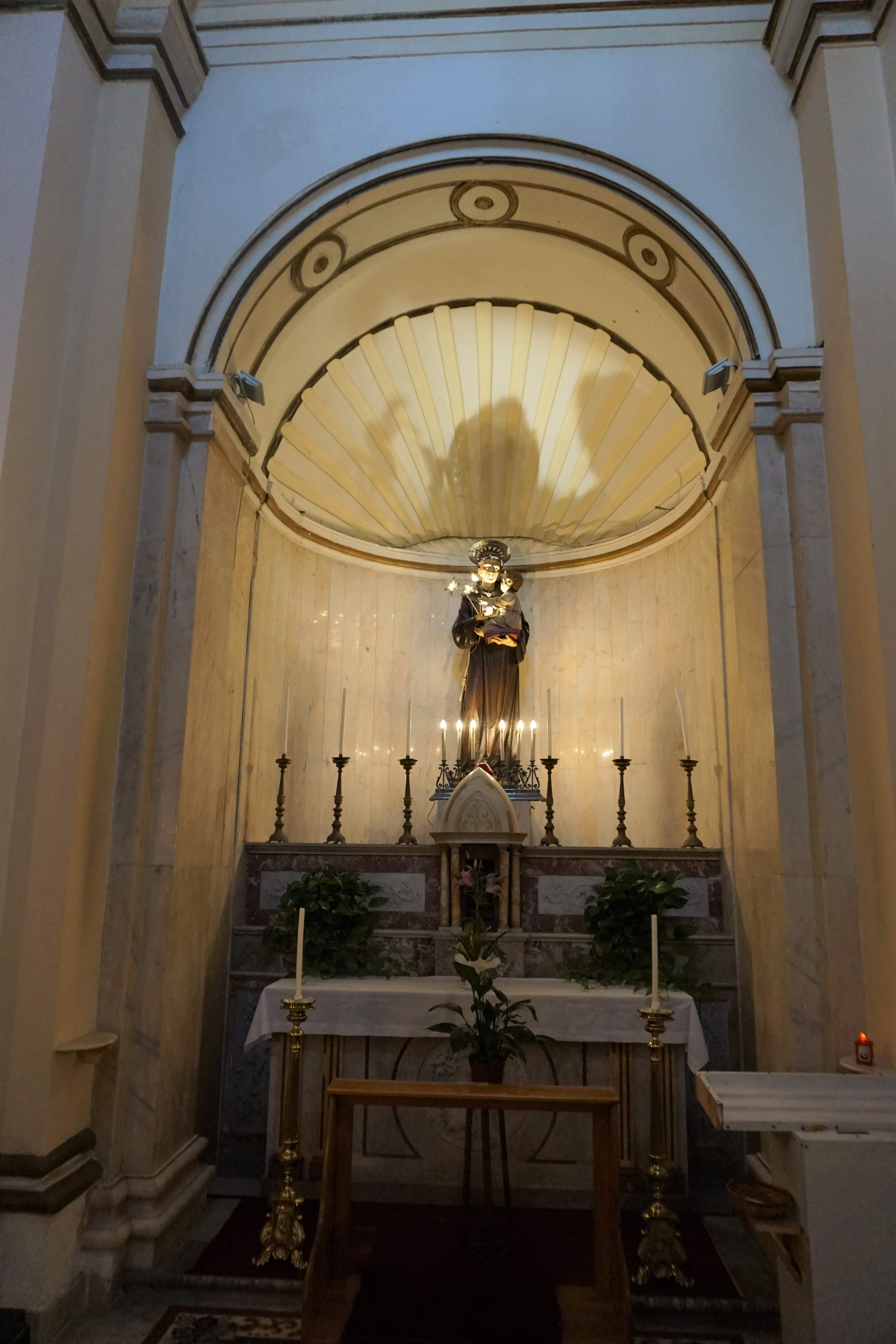
La capilla dedicada a San Antonio de Padua

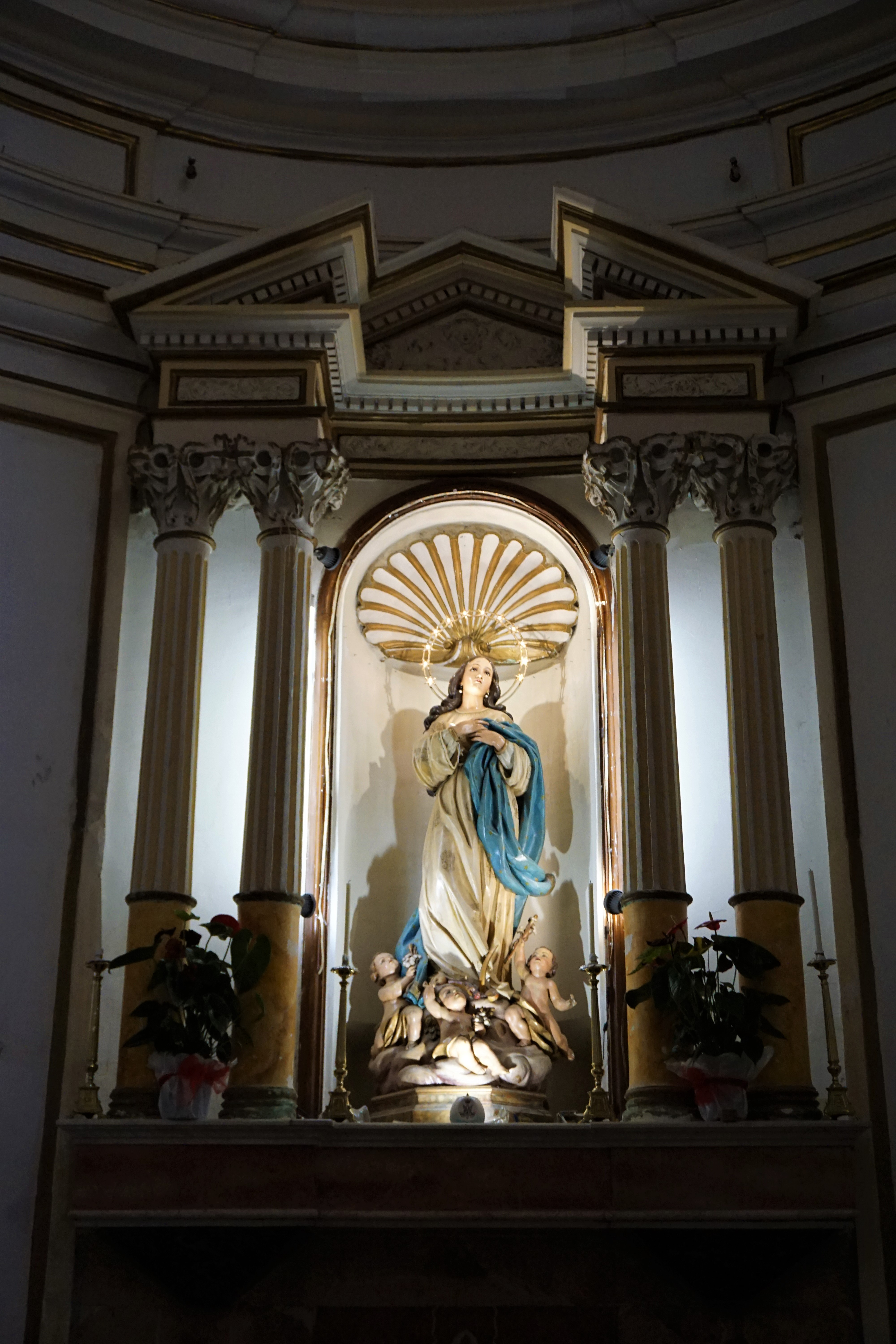
Altar mayor

Sobre el compás de madera tallada se encuentra el coro con un valioso órgano de 1902. La iglesia de planta basilical de cruz latina se compone de tres naves, a cada una de las cuales se asocia una puerta de entrada. Las naves están divididas entre sí por dos hileras de pilares cuadrangulares que sostienen arcos de medio punto. La bóveda central tiene marcos vacíos, que se suponía que estaban cubiertos de frescos pero que nunca se colocaron. En las naves laterales, en cambio, existen bóvedas de crucería. De particular importancia artística es el púlpito de madera cuidadosamente tallada situado entre las naves izquierda y derecha. En el interior de la iglesia se encuentran ocho altares, el mayor de los cuales está dedicado a María Inmaculada, enriquecido por un pequeño templo clásico con columnas corintias que alberga una preciosa estatua de madera de la Virgen. Originalmente, la iglesia tenía un solo altar dedicado a la Inmaculada Concepción, pero tras la ampliación se instalaron otros dos altares laterales dedicados a Sant'Antonio (nave izquierda) y San Francesco di Paola (nave derecha). Los otros cinco altares, sin embargo, se construyeron posteriormente y el altar de San Francesco di Paola, con la construcción de una parroquia, se convirtió en la capilla del Santísimo Sacramento y la estatua del santo se trasladó a la nave izquierda. De particular importancia histórica y artística son los simulacros de la Inmaculada Concepción, de Sant'Antonio y de San Francesco di Paola.

#### Nave derecha
- Primer tramo: allí estuvo una vez ubicada la pila bautismal de mármol, posteriormente trasladada a la derecha del ábside. Hoy se ha colocado un precioso confesionario de madera tallada.
- Segundo tramo: Altar de San Francisco de Asís con un gran lienzo, atribuido a Giuseppe Tresca, que representa al santo colocado en un nicho y con el rostro vuelto hacia el crucifijo que sostiene con la mano derecha, mientras con la izquierda sostiene un libro. La escena está coronada por dos ángeles que sostienen un pergamino. Debajo del cuadro se colocó la estatua de Santa Teresa de Lisieux.
- Tercer tramo: Altar del Sagrado Corazón de Jesús con un gran lienzo, atribuido a Giuseppe Tresca, que representa a Jesucristo con la mano izquierda apuntando al corazón mientras con la derecha apunta al cielo. La escena se desarrolla entre las nubes, en presencia de dos cabezas de ángeles.
- Cuarto tramo: Capilla del Santísimo Sacramento con fino sagrario. Al lado de la capilla, entre la puerta que conduce a la sacristía, se encuentran las estatuas de madera de Sant'Anna y de la Madonna del Paradiso, ambas sobre columnas de mármol.[8]

#### Nave izquierda
- Primer tramo: Altar de la Madonna dei Miracoli con una estatua de la Virgen, sentada sobre una nube, sosteniendo al Niño Jesús en brazos. La estatua colocada en una hornacina con arco de medio punto está enmarcada por un pequeño templete sostenido por dos columnas con capiteles corintios.
- Segundo tramo: Altar de la buena muerte con un precioso lienzo, atribuido a Giuseppe Tresca, que representa a un moribundo en un lecho asistido por un obispo y un sacerdote en presencia de San José y María. Debajo de la cama del moribundo se representa al diablo agachado con las manos en la cabeza, porque al otro lado del cuadro el arcángel Miguel se dirige hacia él con una espada en la mano con la intención de ahuyentarlo. Detrás de la cama del moribundo, al fondo, está representado el ángel de la guarda con su mano derecha apuntando al cielo pidiendo ayuda a Dios. Dios está representado, entre las nubes, en la parte superior del cuadro, con las manos mirando hacia la escena, enviando su bendición al moribundo. Debajo del cuadro se encuentra el medio busto de San Pedro.
- Tercer tramo: Altar de la Flagelación con una estatua de madera de Cristo con manto morado y con las manos atadas a la columna de la flagelación. La escena está enmarcada por un arco de medio punto decorado con estucos. Entre el tercer y el cuarto tramo se encuentra la estatua de madera del siglo XVIII de San Francesco di Paola, anteriormente colocada en el altar del Santísimo Sacramento. Tras su erección como parroquia se trasladó a donde aún se encuentra hoy, aunque estuvo retirada de la iglesia durante varios años.
- Cuarto tramo: Capilla de Sant'Antonio di Padova con una preciosa estatua de madera del santo colocada sobre un altar de mármol. La estatua representa al santo de Padua que con su brazo izquierdo sostiene al niño Jesús sentado sobre un libro abierto que representa el evangelio ya que San Antonio fue hacedor de milagros, predicador y teólogo. En su brazo derecho sostiene un lirio plateado que representa la pureza. Junto a la capilla, entre las estatuas de San Pío y del arcángel Miguel, se encuentra una capilla dedicada al primer párroco don Antonino Romano.

Altar mayor monumental de estilo neoclásico con mármol policromado, decorado con estucos y en forma de pequeño templete. El frontón está sostenido por dos columnas estriadas a cada lado con capiteles corintios. Sobre el altar, dentro de una caja de madera, se encuentra el precioso simulacro de madera de la Inmaculada Concepción, que data del siglo XVII. La Virgen está representada según la iconografía de la Inmaculada Concepción de Los Venerables. Debajo del altar mayor hay un revestimiento de mármol rojo procedente de Monte Inici flanqueado por un presbiterio de madera tallada. En el centro se encuentra la cantina, sostenida por pequeñas columnas, también de mármol rojo, típicas de las iglesias de Castellammare. El altar que hoy podemos admirar no es el original, pues la obra original encargada por doña Domenica Borruso y realizada por el escultor palermitense Francesco Garufi fue posteriormente sustituida por el actual.

## Ritos y celebraciones

Simulacro de la Inmaculada Concepción en procesión frente al Palacio Crociferi

Anualmente en la iglesia de Sant'Antonio di Padova, del 1 al 13 de junio, se lleva a cabo la tradicional tredicina en honor al santo. Las fiestas culminan el día 13, con una solemne procesión por las calles de la ciudad y con la bendición de los panes en todas las celebraciones del día.
- 8 de diciembre, Fiesta de la Inmaculada Concepción

Las celebraciones anuales en honor a María Santísima Inmaculada comienzan el 29 de noviembre con la tradicional scinnuta y culminan el 8 de diciembre con la tradicional y muy concurrida procesión.

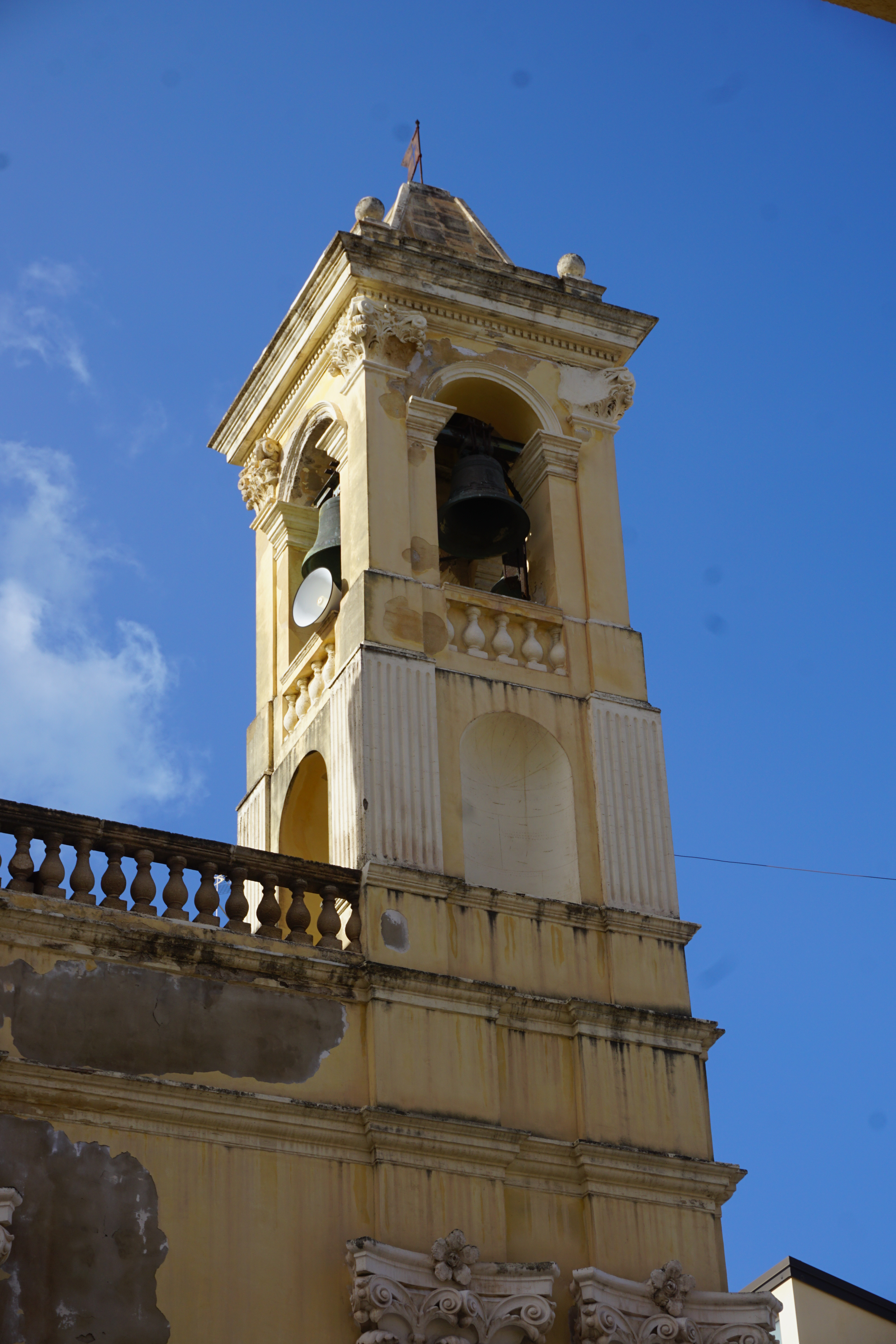
El campanero del norte
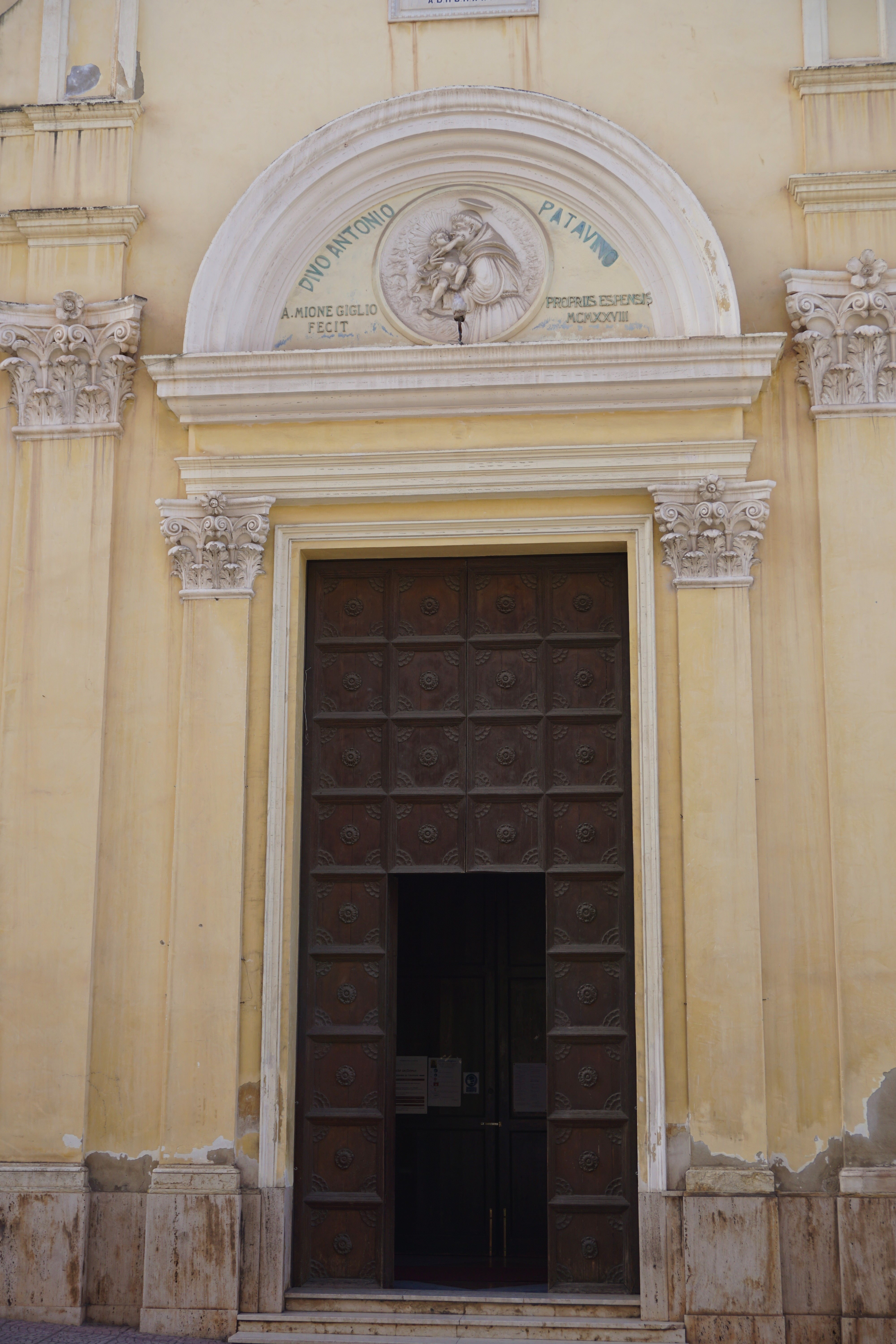
El portal de entrada
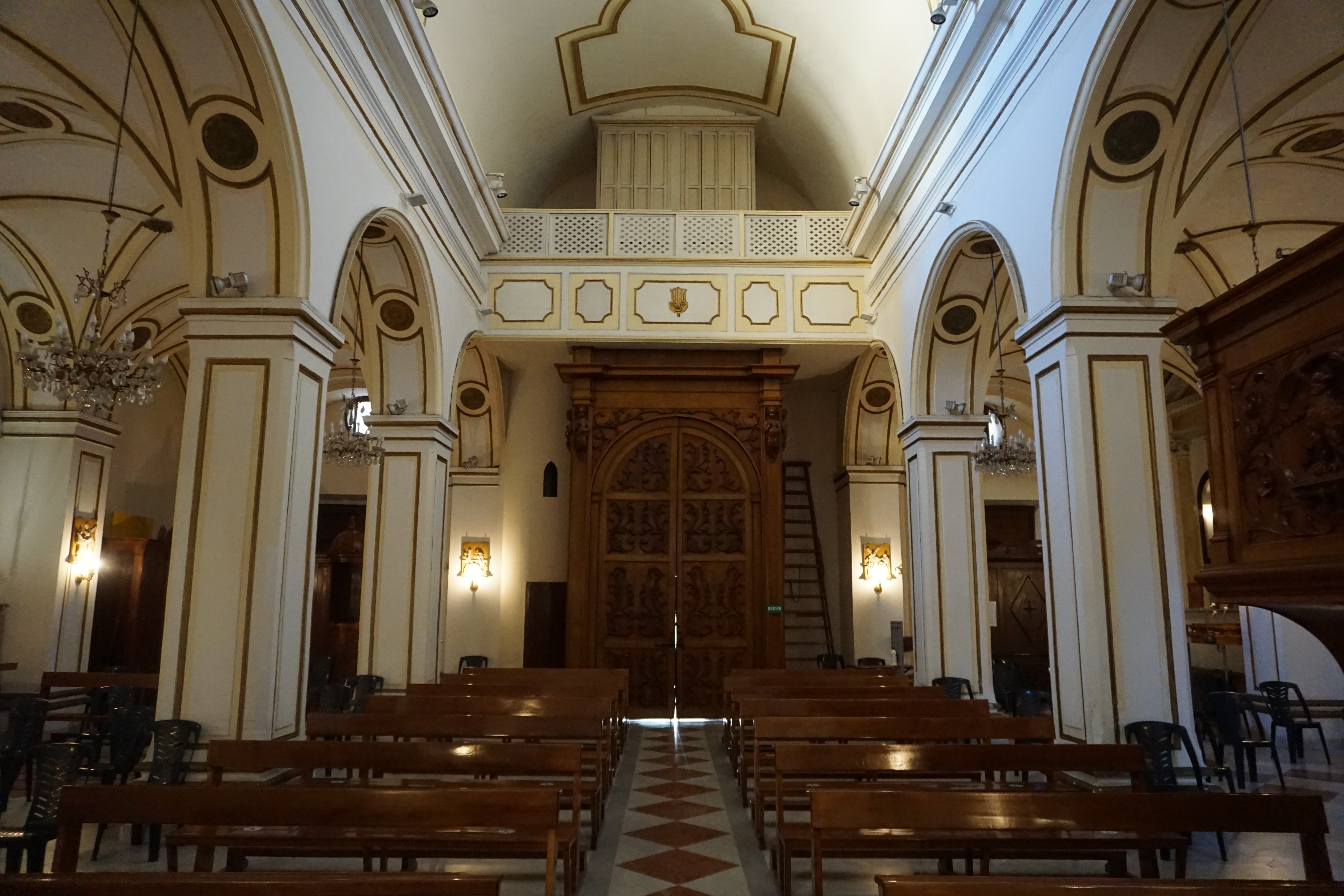
Contrafachada: compás, coro y órgano
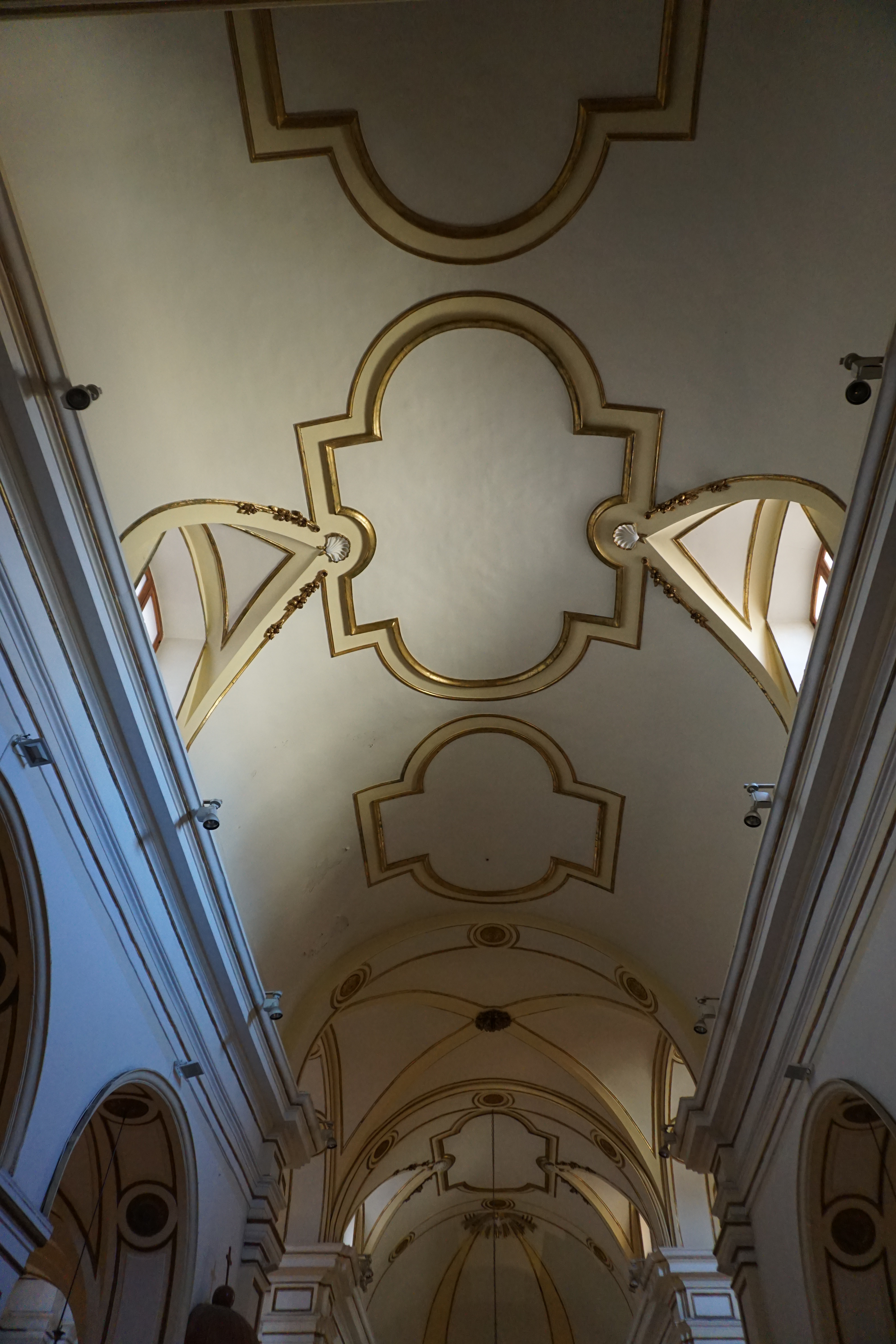
plaza central
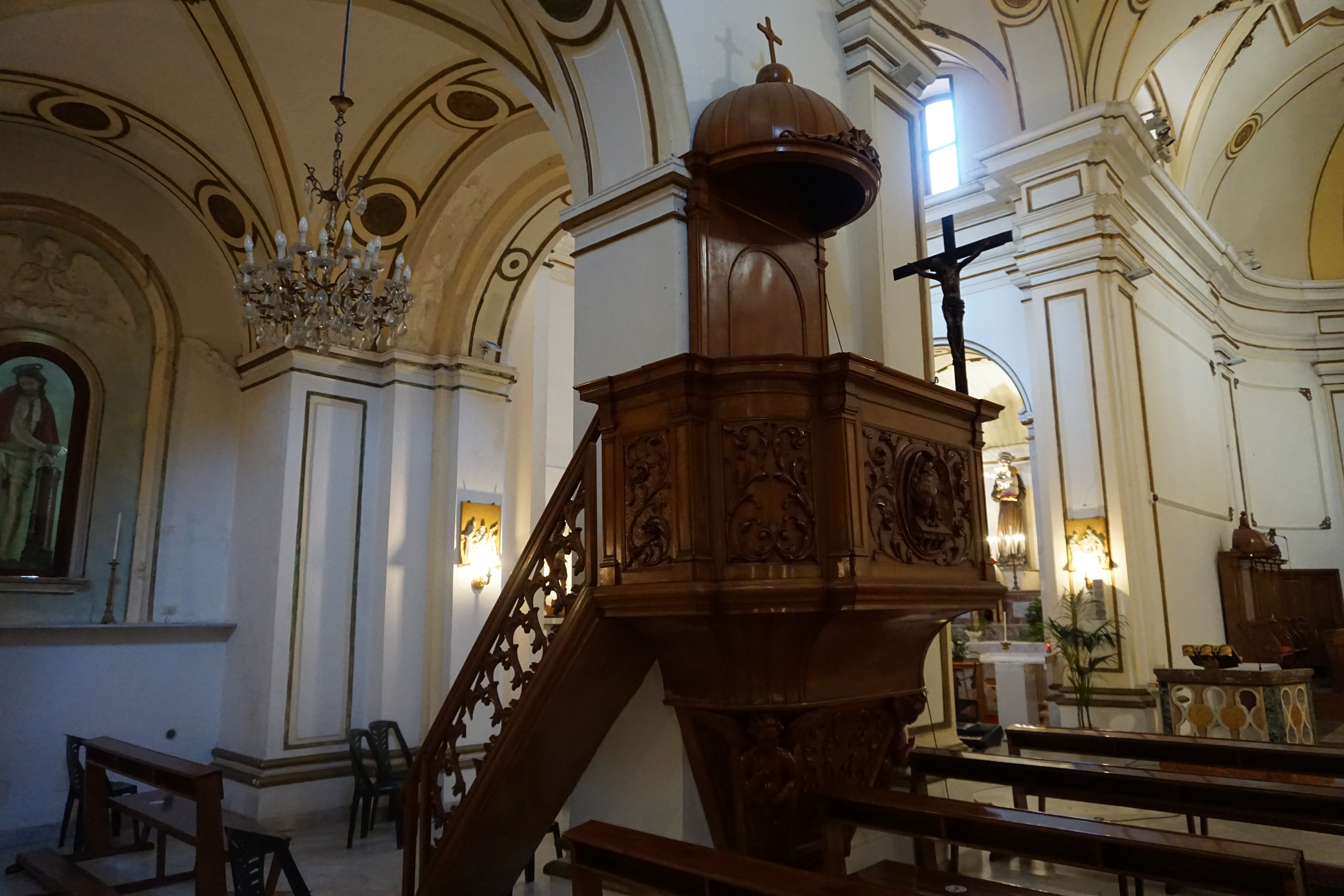
Púlpito de Madeira
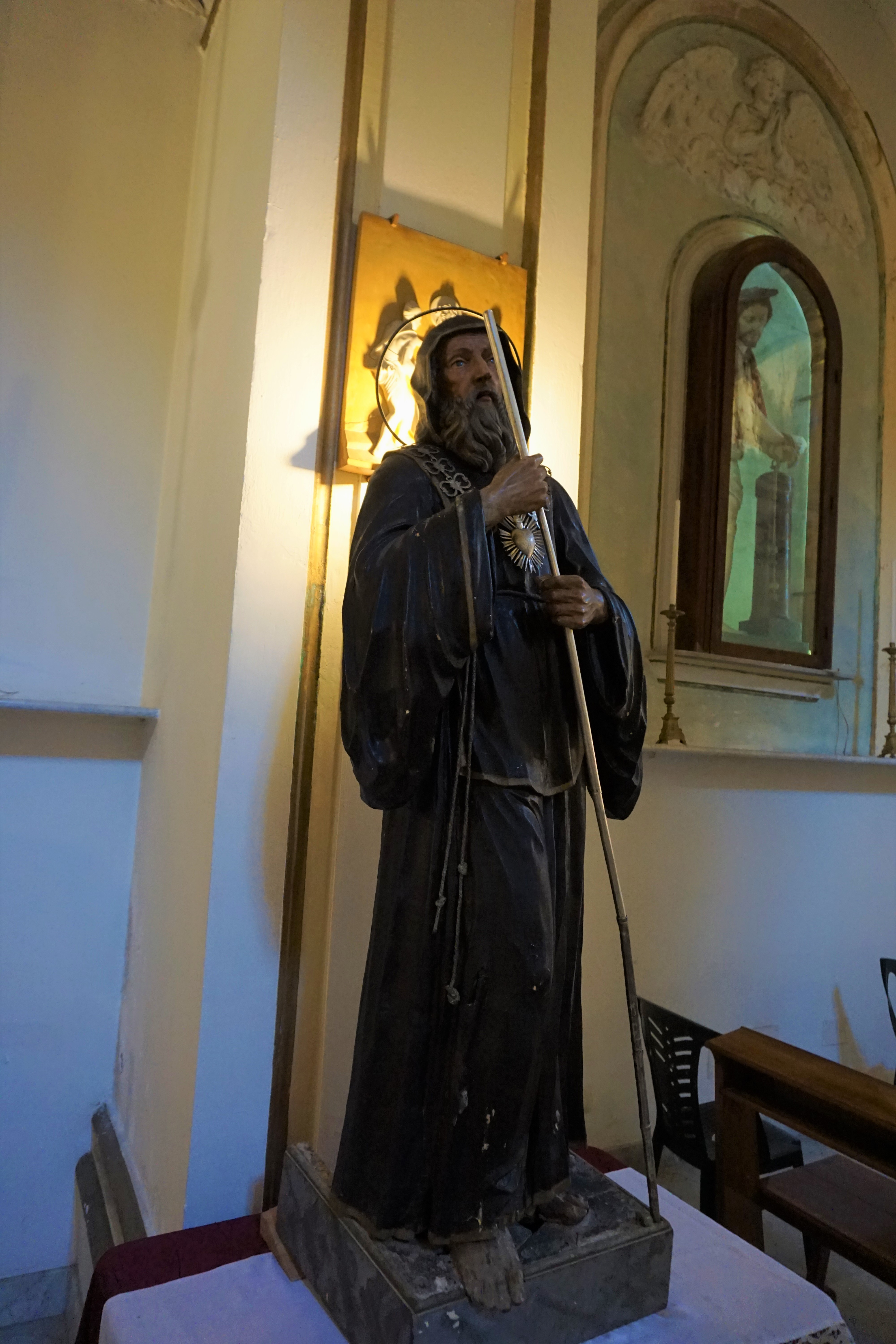
Estatua del siglo XVIII de San Francesco di Paola.
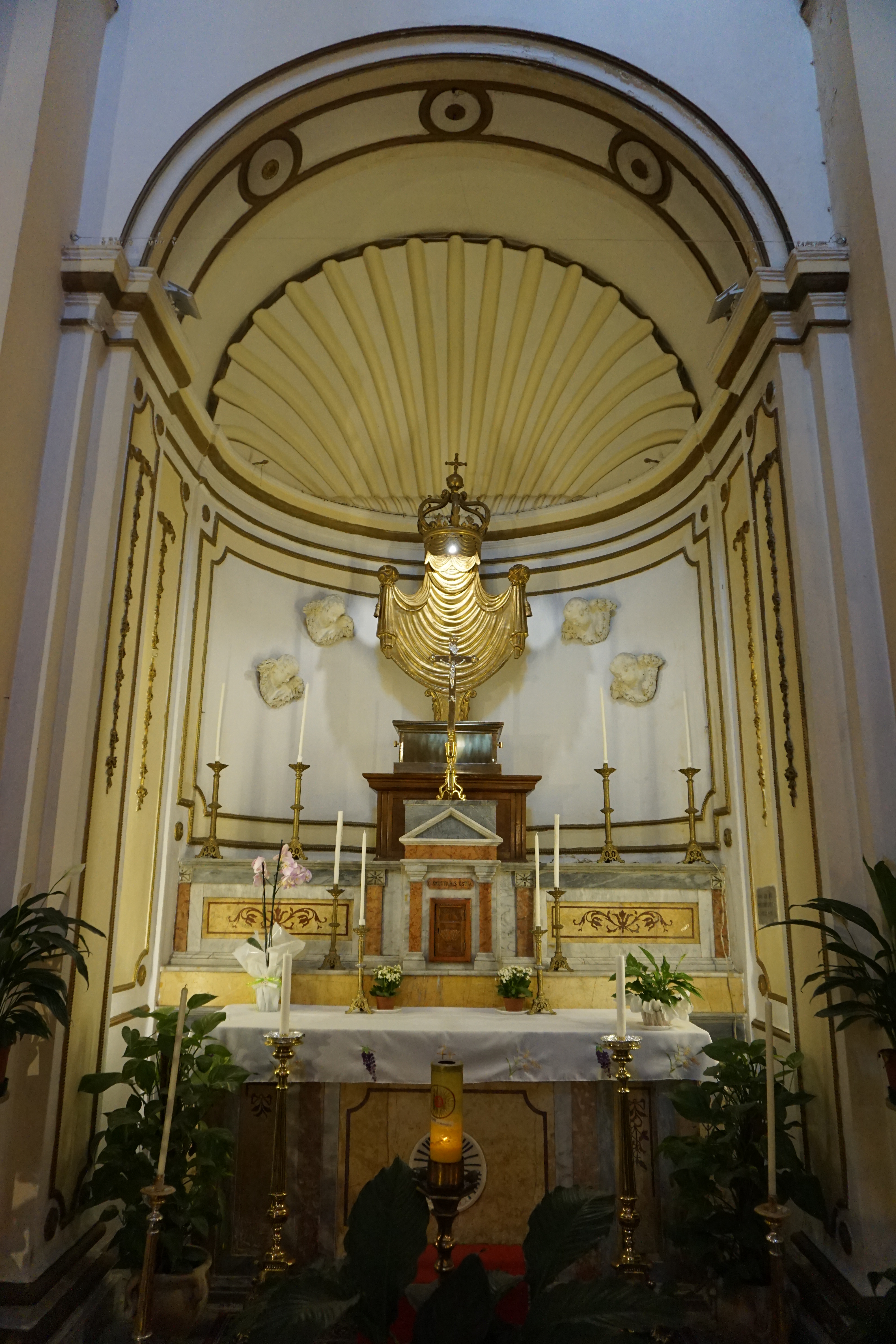
Capilla del Santísimo Sacramento
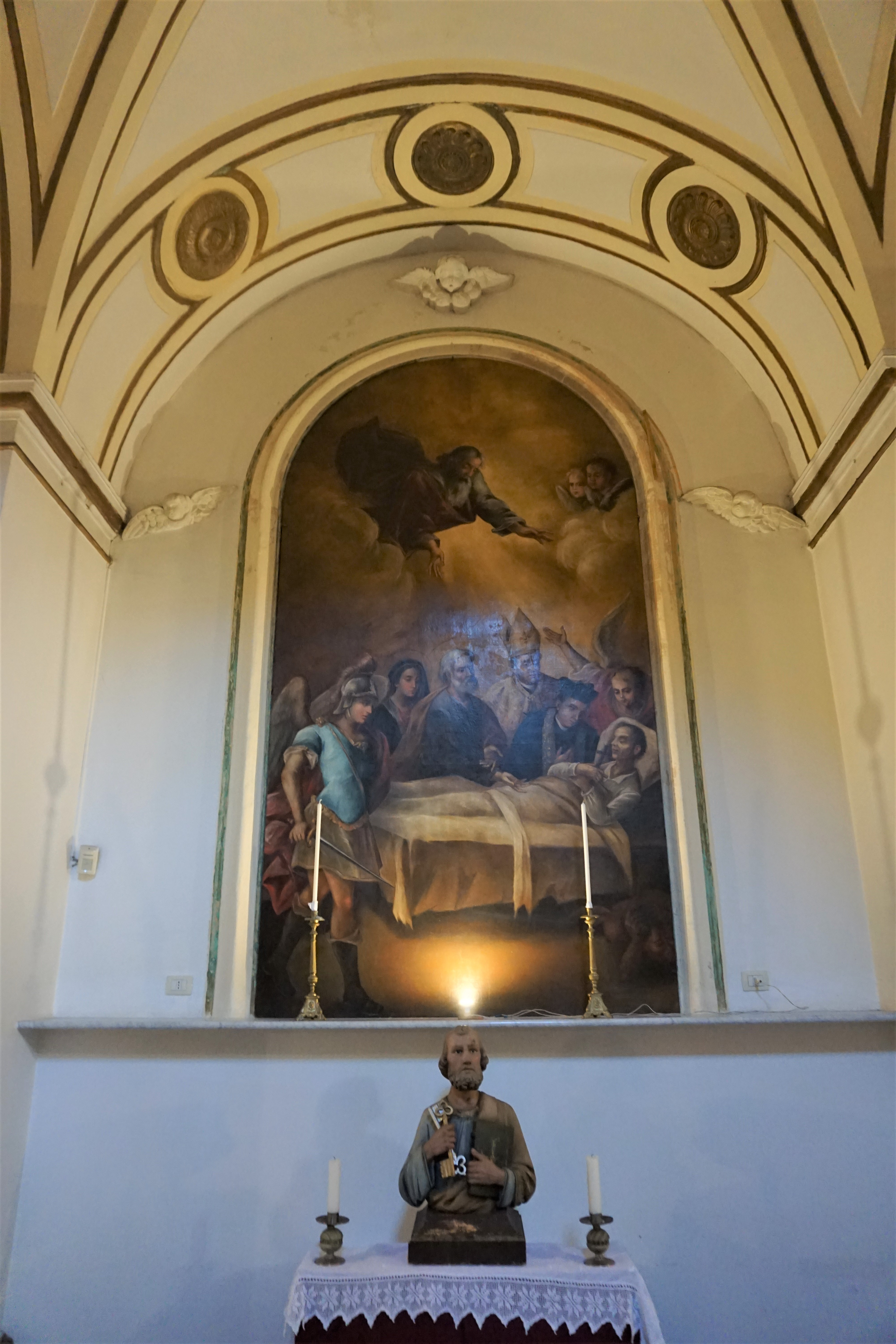
Altar de la buena muerte
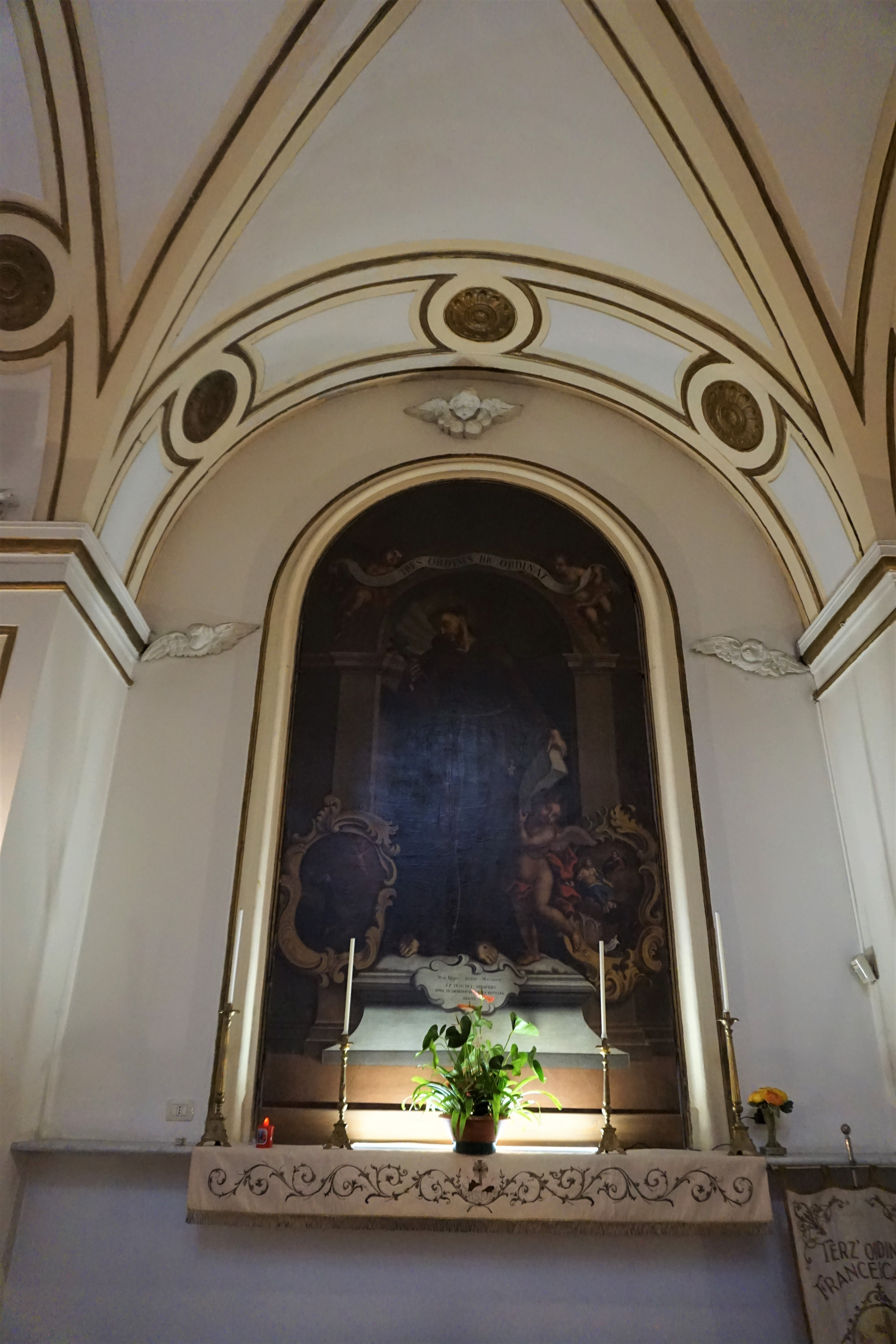
Altar de San Francisco de Asís
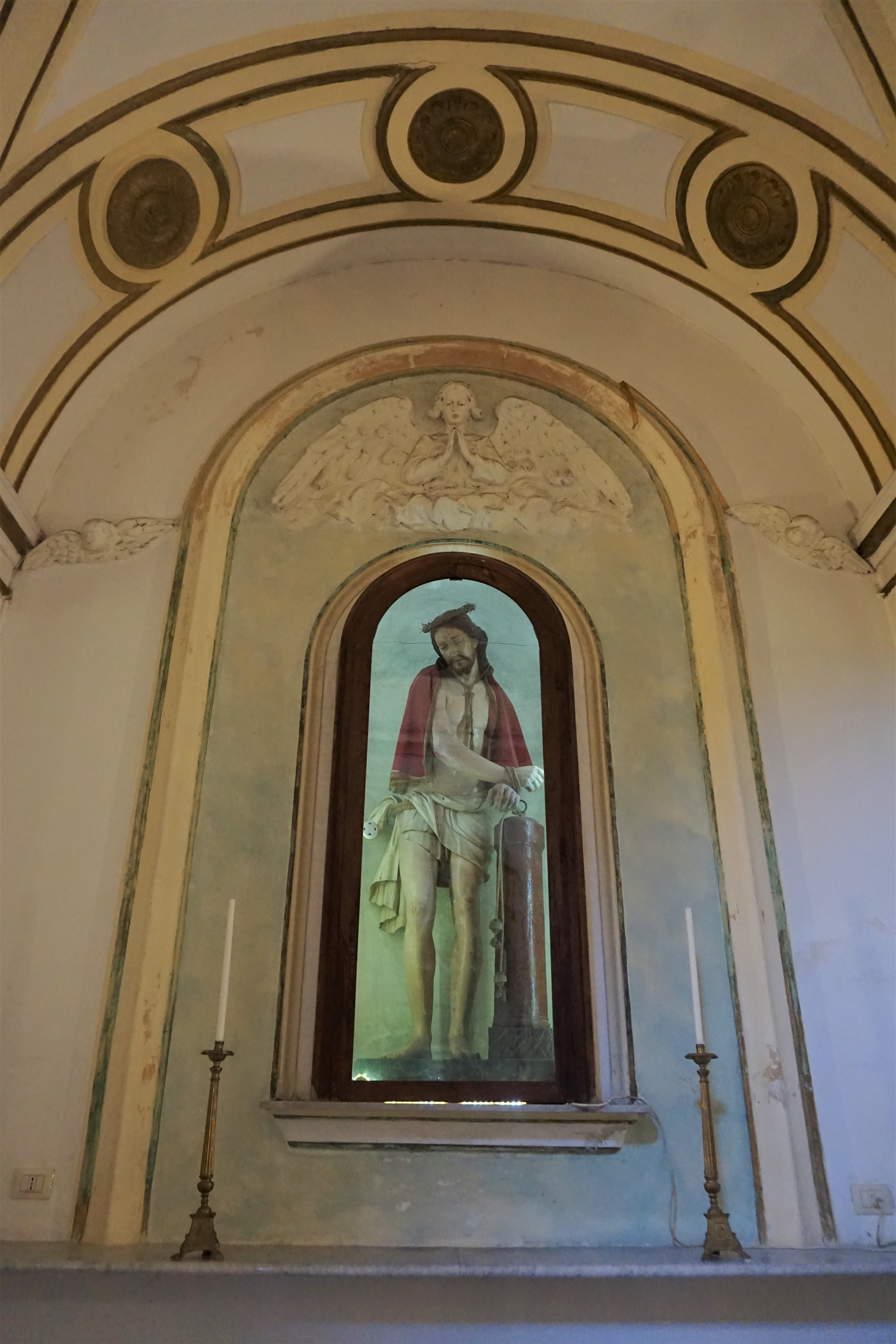
Altar de la Flagelación
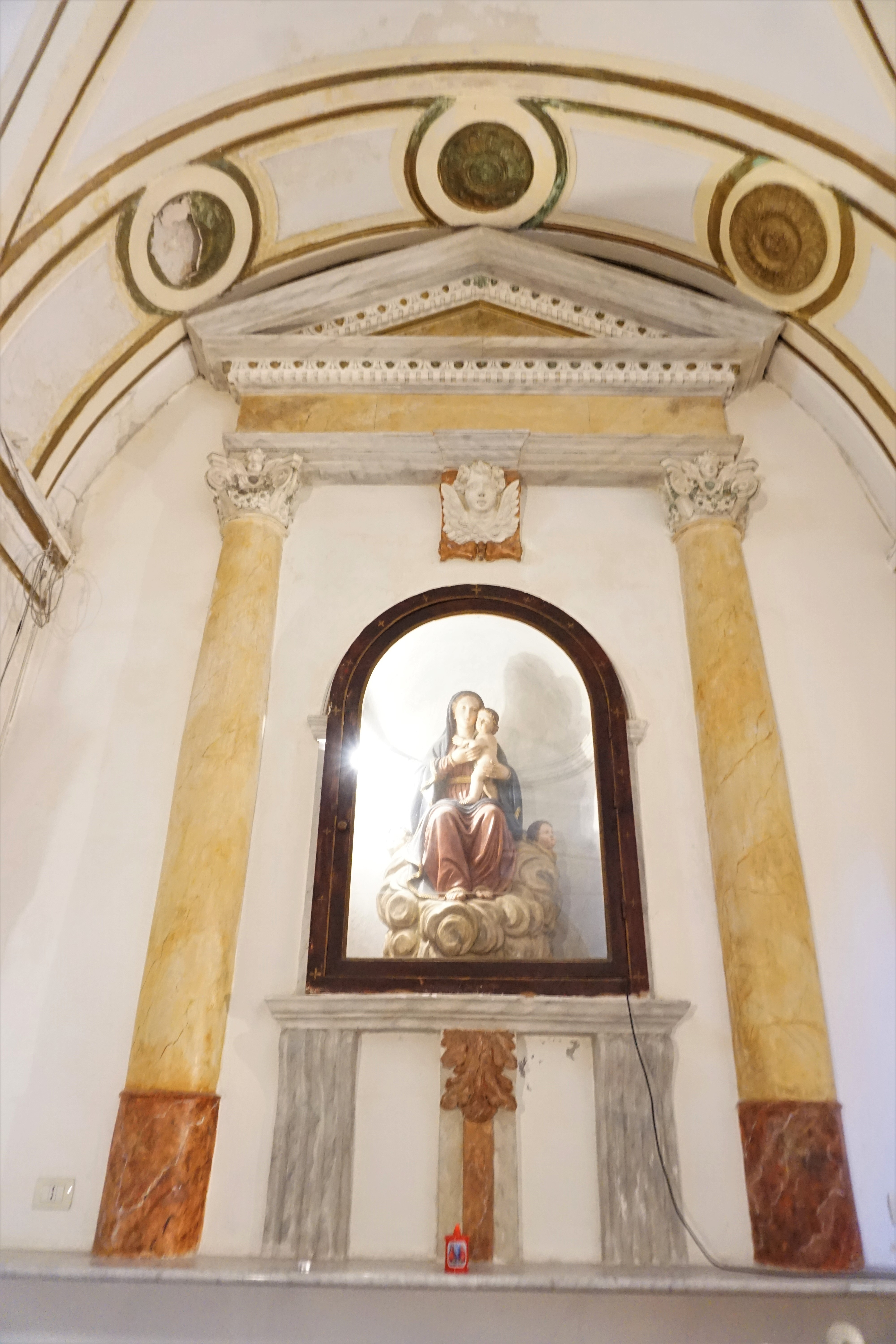
Altar de Nuestra Señora de los Milagros
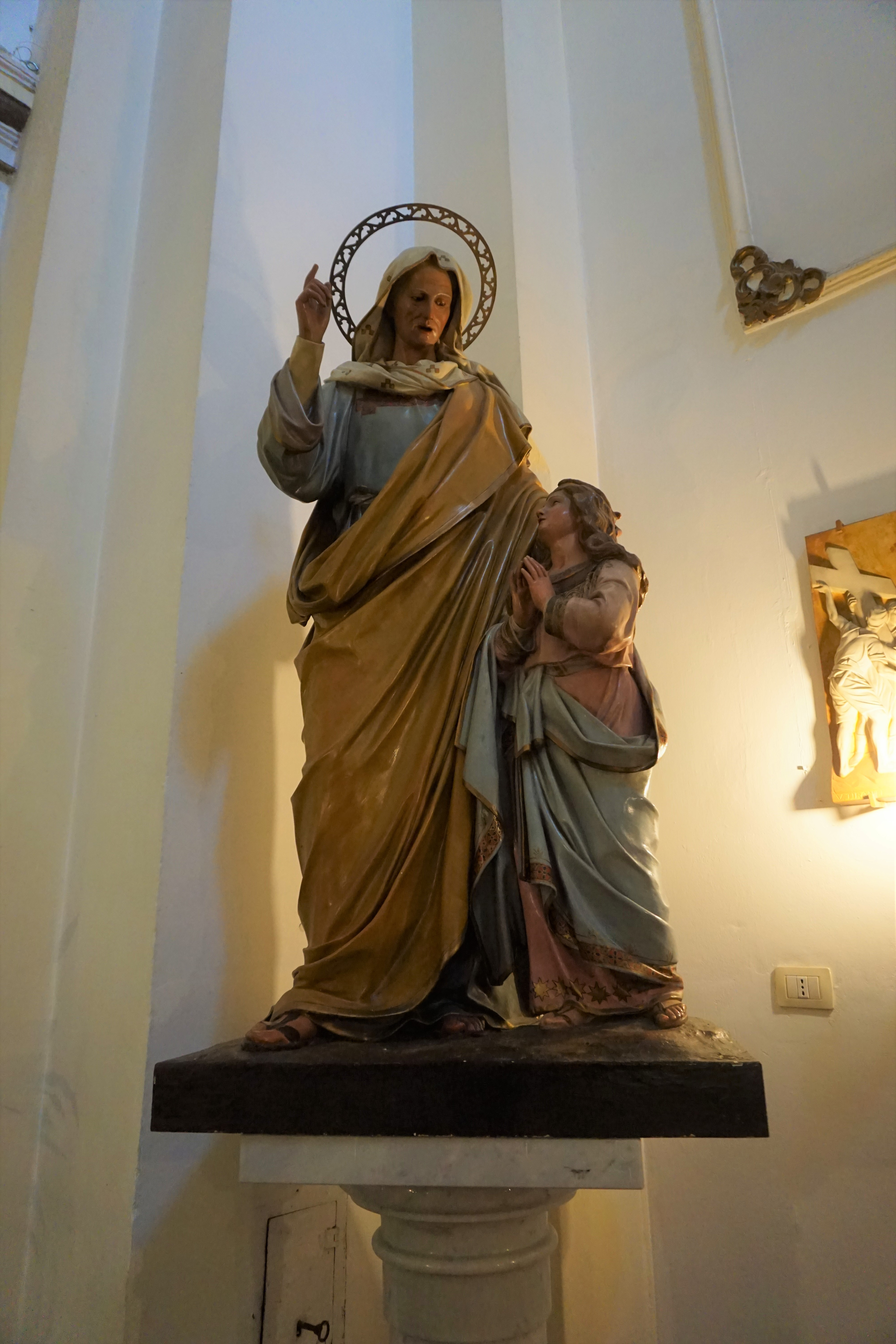
Estatua de Santa Ana
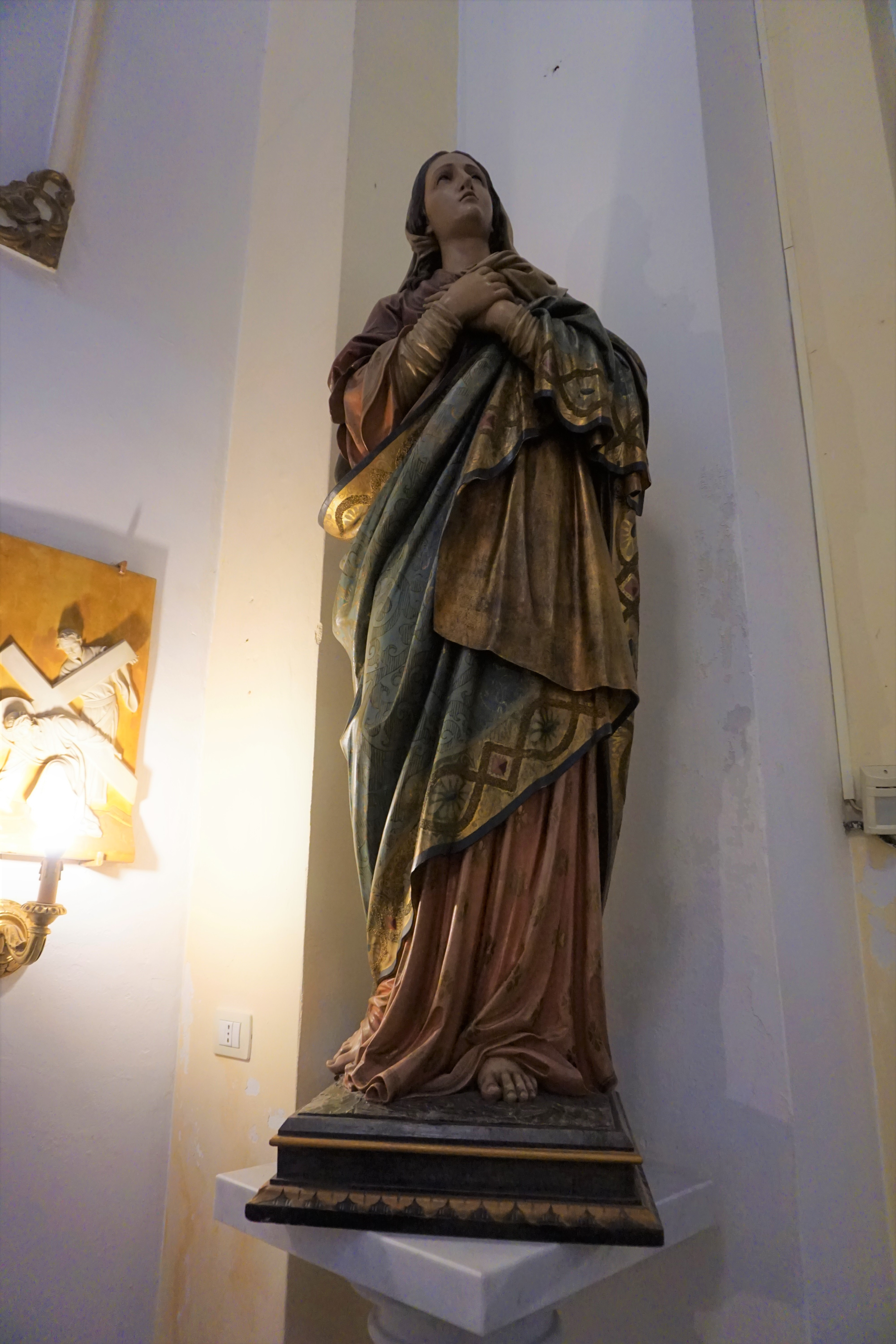
Estatua de Nuestra Señora del Paraíso
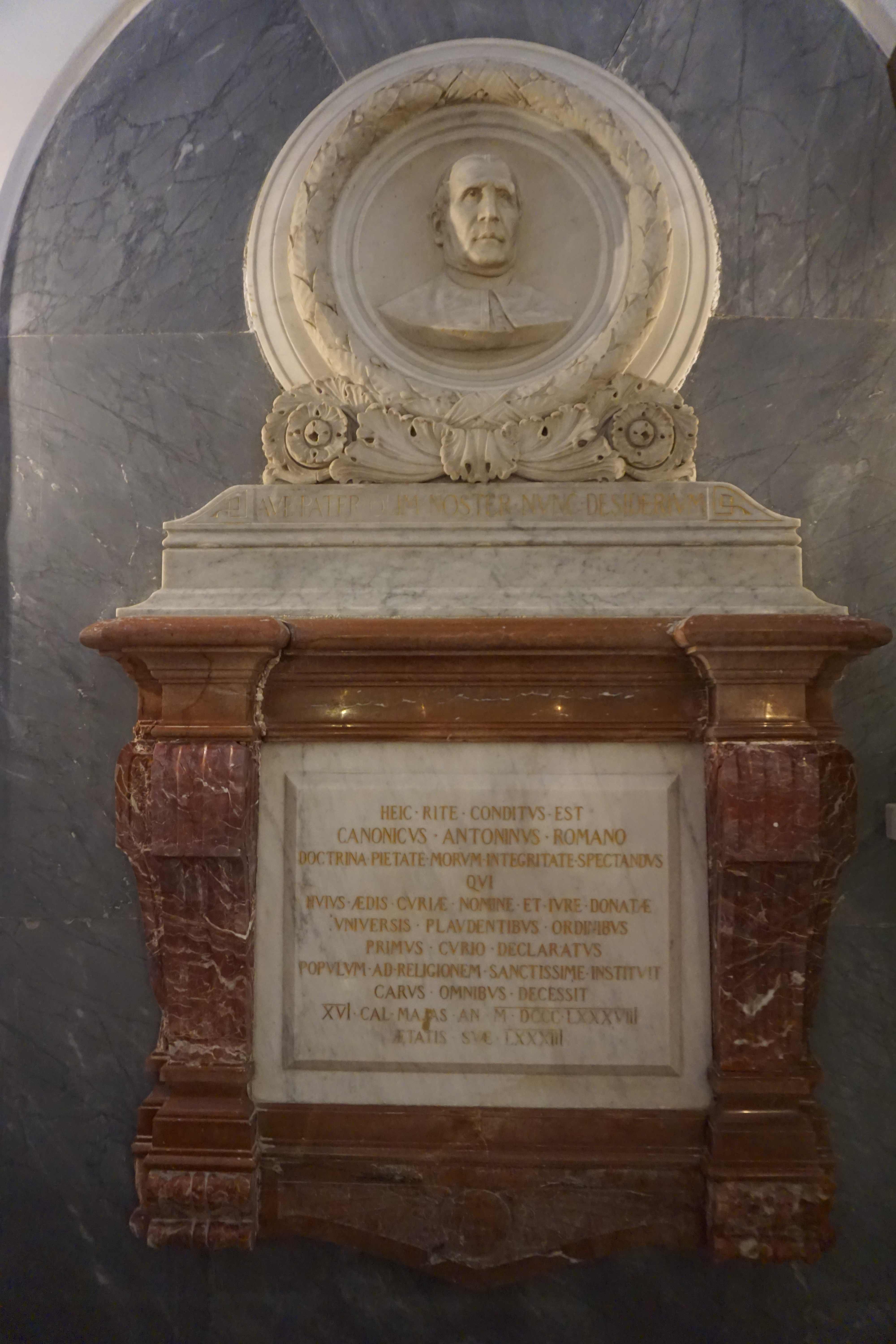
Sacello Don Antonino Romano